# Vilarzèl de Cabardés
Vilarzèl Cabardés (en francès Villarzel-Cabardès) és un municipi de França de la regió d'Occitània, al departament de l'Aude.